# Lo Somni
Lo Somni es la obra maestra de Bernat Metge. Este explica cómo, estando en prisión, se le aparece en sueños el rey Juan I de Aragón, muerto hacía poco. La obra está escrita en prosa, dividida en cuatro libros, y se basa en el recurso clásico del debate (entre Metge, el rey y otros personajes que se le aparecen) para introducir y desarrollar conceptos filosóficos.
En Lo Somni, Metge finge un diálogo entre el autor y el fantasma del rey Juan I de Aragón con un recurso literario de estilo platónico: la visión en sueños. El hecho de que la obra esté escrita en primera persona convierte a Metge en una de las primeras personalidades intelectuales laicas catalanas que usaron la escritura para el prestigio personal.

## Contexto y objetivo
Lo Somni fue escrito en el año 1399, cuando el humanismo acababa de llegar a la Corona de Aragón. Bernat Metge escribió la obra justo después de haber sido absuelto de la acusación a la cual estuvieron sometidos él y 37 consejeros reales más. Según la acusación, la muerte del rey Juan I de Aragón había sido provocada por un mal consejo por parte de estos; aquella muerte tan súbita era, desde el punto de vista religioso, terrible, ya que el rey no había recibido las atenciones ni las ceremonias necesarias para que su alma pudiera ir al cielo. Metge escribió Lo Somni como una defensa personal contra aquellas acusaciones, con el objetivo de que su inocencia quedara fuera de duda. Otro objetivo de la obra era ganarse el favor del nuevo rey y de la nueva reina, Martín I de Aragón y María de Luna.
Gracias a Martín I, después de conseguir su propósito con Lo Somni, fue reintegrado progresivamente en cargos oficiales hasta su rehabilitación como secretario de la Cancillería Real, primero, y como secretario personal del rey después.

## Partes de la obra

### Tomo I
En este tomo, el autor se encuentra encarcelado, recibe en sueños la visita del alma del rey Juan I, con el que establece un diálogo filosófico y religioso sobre la inmortalidad del alma. Finalmente, Metge aceptará las ideas de Juan I. De los otros cuatro libros, lo que más se refleja es el pensamiento humanista, poniendo en duda todas las cosas y argumentando racionalmente.

### Tomo II
Metge da a conocer la identidad de los dos acompañantes del rey Juan I, que son los personajes de la mitología clásica: Tiresias y Orfeo.  Este es también un elemento claramente humanista: la referencia a los clásicos. El rey Juan I también explica que el destino de su alma no es el infierno, sino el purgatorio, donde esta será purificada para después poder ir al cielo. Esta parte es un elemento muy importante en la defensa de la inocencia de Bernat Metge.

### Tomo III
Orfeo explica su vida, y después describe el infierno de la misma forma que Virgilio y Dante. Tiresias hace una dura crítica contra las mujeres, diciendo casi literalmente fragmentos traducidos de Il Corbaccio, de Boccaccio.

### Tomo IV
Por otro lado, Metge alaba muy extensamente a todas las mujeres, comenzando por la antigüedad y extendiéndose a lo largo de toda la historia. Da especial atención a la reina María de Luna, queriendo ganarse su favor. Critica a los hombres, y más tarde comenta punto por punto los argumentos contra las mujeres de Tiresias. Finalmente, el libro finaliza cuando el autor despierta de su sueño.